# Північне Давао
Північне Давао (себ.: Amihanang Dabaw) — провінція Філіппін у регіоні Давао на острові Мінданао. Адміністративним центром є місто Тагум. До складу провінції входить острів Самал, який розташований на південь в затоці Давао. Північне Давао називають «банановою столицею Філіппін».

## Географія
Площа провінції становить 3 426,97 км2. Північне Давао межує з провінцією Південний Агусан на півночі, провінцією Букіднон — на заході, Долина Компостела — на сході, містом Давао — на півдні. Рельєф провінції переважно гірський.

### Адміністративний поділ
Адміністративно провінція поділяється на 8 муніципалітетів та три міста.

## Демографія
Згідно перепису 2015 року населення провінції становило 1 016 332 осіб.

## Економіка
Північне Давао - переважно сільськогосподарська провінція. Також тут займаються видобуванням корисних копалин, лісовим господарством та промисловим рибальством. Основні сільськогосподарські культури: рис, кукурудза (маіс), банани, абака, кава. По вирощуванню бананів провінція займає перше місце по країні.